# Temanoku Village
Temanoku Village är en ort i Kiribati.   Den ligger i örådet Nonouti och ögruppen Gilbertöarna, i den sydöstra delen av landet, 260 km sydost om huvudstaden Tarawa. Temanoku Village ligger 13 meter över havet och antalet invånare är 289.
Terrängen runt Temanoku Village är mycket platt.  Närmaste större samhälle är Toboiaki Village, 17,6 km sydost om Temanoku Village. 